# Bij ongeval waarschuwen
Bij ongeval waarschuwen is een hoorspel dat geschreven werd door de Franse dramaschrijfster Jeannine Raylambert dat op 10 maart 1980 door de TROS werd uitgezonden. De vertaling was van Hélène Swindels.

## Rolverdeling
- André van den Heuvel - Henri Jardin
- Kitty Janssen - Dominique Duflo
- Robert Sobels - Politie-inspecteur

## Verhaal
Henri Jardin komt zijn ex-vrouw Dominique Duflo na al die jaren weer eens opzoeken om over zijn zoon Jérôme uit zijn eerste huwelijk te praten. Hij ligt in coma omdat iemand op hem geschoten heeft of hij heeft zichzelf willen doden. Er volgt een gesprek waarin de moeizame relatie tussen Henri en zijn zoon ter sprake komt, de liefdesverhouding tussen Dominique en Jérôme en ook de omstandigheden voor het drama.